# 莱纳德·施拉德
莱纳德·施拉德（英語：Leonard Schrader，1943年11月30日—2006年11月2日）是一名美國男編劇和導演。其弟保羅·許瑞德也是編劇和導演，兩人合作過數部作品。

## 簡介
1943年誕生於美國密西根州，出生於基督教加爾文教派的家庭，因此兩兄弟年少時都沒看過電影。莱纳德大學時第一次看電影，大學畢業後到日本教美國文學，娶了一位日本妻子，並且在日本寫了不少劇本。
他是世上唯一同時能寫英文和日文劇本的電影編劇。而他生涯巔峰是1985年的作品《蜘蛛女之吻》獲得奧斯卡最佳改編劇本獎提名。
2006年過世於洛杉磯。

## 作品列表
- 高手 The Yakuza (1974)
- 藍領階級 Blue Collar (1978)
- 男人真命苦24 寅次郎春之夢Tora-san's Dream of Spring (1979) (與別人合寫)
- 盜日者 The Man Who Stole the Sun (1979)
- 殺人實錄 The Killing of America (1982) (writer, producer, director)
- 三島由紀夫：人間四幕 Mishima: A Life in Four Chapters (1985)
- 蜘蛛女之吻 Kiss of the Spider Woman (1985)
- 赤裸探戈 Naked Tango (1990)

## 外部連結
- Leonard Schrader在互联网电影资料库（IMDb）上的資料（英文）
- Leonard's legendary collection of rare Lobby Cards （页面存档备份，存于）
- Obituary in The New York Times （页面存档备份，存于）